# Roe v. Wade
Roe v. Wade, 410 U.S. 113 (1973), este o decizie de referință⁠(d) luată în anul 1973 de către Curtea Supremă a Statelor Unite cu privire la problema constituționalității legilor care incriminau sau restricționau accesul la avorturi. Cu 7 voturi pentru și 2 împotrivă, Curtea a adoptat o hotărâre conform căreia dreptul la viață privată din Clauza Due Process⁠(d) a celui de al 14-lea Amendament se extinde asupra deciziei unei femei de a face avort, dar că acest drept trebuie să fie echilibrat în raport cu interesele statului în reglementarea avorturilor: protejarea sănătății femeii și protejarea potențialului de viață umană. Argumentând că aceste interese ale statului devin mai puternice pe parcursul sarcinii, Curtea a rezolvat acest test de echilibrare⁠(d) prin limitarea capacității statului de a reglementa avortul la cel de-al treilea trimestru de sarcină.
Mai târziu, în Planned Parenthood v. Casey⁠(d) (1992), Curtea a respins cadrul stabilit de cazul Roe, pe trimestre, reafirmând însă nucleul acelei decizii, acela că o femeie are dreptul la avort până la viabilitatea fetală⁠(d). Decizia Roe definea „viabilitatea” ca „având potențialul de a trăi în afara pântecelui mamei, cu sau fără suport artificial.” Judecătorii din cazul Casey⁠(d) au constatat însă că viabilitatea poate să apară și la 23 sau 24 de săptămâni, sau uneori chiar mai devreme, în contextul progreselor practicii medicale.
Interzicând multe restricții federale și statale privind avortul în Statele Unite⁠(d), Roe v. Wade a determinat o dezbatere națională⁠(d) care continuă și astăzi pe teme cum ar fi dacă, și în ce măsură, ar trebui să fie avortul legal, cine ar trebui să decidă legalitatea avortului, ce metode trebuie să folosească Curtea Supremă pentru a analiza constituționalitatea, și ce rol ar trebui să aibă ideile religioase și morale în sfera politică. Roe / Casey a remodelat politica națională, divizând societatea americană în taberele pro-avort⁠(d) și anti-avort⁠(d), cu mișcări grassroots⁠(d) de ambele părți.
Decizia Roe / Casey a început să slăbească în 2021, când statul Texas a conceput o soluție legală care i-a permis să interzică cu succes avortul la șase săptămâni de sarcină, în ciuda precedentului creat de Roe /Casey. Statul Oklahoma a copiat ulterior această tactică de a interzice complet avortul, izolându-și legea de controlul judiciar.
La 24 iunie 2022, în cauza Dobbs v. Organizația pentru Sănătatea Femeilor din Jackson, Curtea Supremă a anulat decizia Roe/Casey cu un vot de 6-3. Decizia Dobbs a fost anticipată încă din 2 mai a acelui an, când un proiect de aviz în acest caz a fost divulgat presei de știri, proiect de aviz care a fost confirmat de  judecătorul John Roberts.